# Liga Conferência Europa da UEFA de 2021–22 – Fase de Grupos
A Fase de Grupos da Liga Conferência Europa da UEFA de 2021–22 foi disputada entre 14 de setembro e 9 de dezembro de 2021. Um total de 32 equipes competiram nesta fase. Os vencedores de cada grupo se classificaram para a fase final enquanto os segundo colocados disputarão os play-offs da fase final.
Alashkert, Bodø/Glimt, Flora Tallinn, Kairat, Lincoln Red Imps, Mura, Randers e Union Berlin farão as suas estreias em fase de grupo de competições europeias. Alashkert, Flora e Lincoln Red Imps são as primeiras equipes da Armênia, Estônia e Gibraltar, respectivamente, a disputar uma fase de grupos de uma competição europeia.

## Sorteio
O sorteio da fase de grupos foi realizado em Istambul, na Turquia, no dia 27 de agosto de 2021, às 13:30 (CEST). Para o sorteio, as equipes foram divididas em quatro potes, cada um com oito clubes, com base em seus coeficientes de clube da UEFA de 2021. Equipes da mesma federação e, devido à motivos políticos, equipes da Armênia e do Azerbaijão, não podem ser sorteadas para um mesmo grupo. Antes do sorteio, a UEFA formou pares entre as equipes de mesma federação, incluindo as que disputarão a fase de grupos da Liga Europa, com base na audiência de televisão, e sorteou uma equipe para os grupos A–D e outra para os grupos E–H, de modo que as duas equipes tenham horários de jogo diferentes. Os seguintes pares foram formados pela UEFA após a confirmação das equipes que disputarão a fase de grupos da Liga Europa:
1. Slavia Praga e Jablonec
2. Copenhagen e Randers
3. AZ e Vitesse
4. PAOK e Olympiacos (UEL)
5. Rennes e Monaco (UEL)
6. Maccabi Tel Aviv e Maccabi Haifa
7. Partizan e Estrela Vermelha (UEL)
8. Omonia e Anorthosis Famagusta
9. Feyenoord e PSV Eindhoven (UEL)
10. CSKA Sófia e Ludogorets Razgrad (UEL)

- (UEL): Equipes que disputarão a fase de grupos da Liga Europa.

As 32 equipes participantes foram divididas em 8 grupos. Os jogos serão realizados nos dias 14 e 16 de setembro, 30 de setembro, 21 de outubro, 4 de novembro, 25 de novembro e 9 de dezembro.
| Pote 1       | Coef.  |
| ------------ | ------ |
| Roma         | 90.000 |
| Tottenham    | 88.000 |
| Basel        | 49.000 |
| København    | 43.500 |
| Slavia Praha | 43.500 |
| Gent         | 26.500 |
| AZ Alkmaar   | 21.500 |
| LASK         | 21.000 |

| Pote 2           | Coef.  |
| ---------------- | ------ |
| Feyenoord        | 21.000 |
| Qarabağ          | 21.000 |
| Maccabi Tel Aviv | 20.500 |
| PAOK             | 20.000 |
| Rennes           | 19.000 |
| Partizan         | 18.000 |
| Cluj             | 16.500 |
| Zorya Luhansk    | 15.000 |

| Pote 3            | Coef.  |
| ----------------- | ------ |
| Union Berlin      | 14.714 |
| CSKA Sófia        | 8.000  |
| Vitesse           | 7.840  |
| Slovan Bratislava | 7.500  |
| Jablonec          | 7.000  |
| Alashkert         | 6.500  |
| Flora             | 6.250  |
| Kairat            | 6.000  |

| Pote 4               | Coef. |
| -------------------- | ----- |
| Lincoln Red Imps     | 5.750 |
| Randers              | 5.575 |
| Anorthosis Famagusta | 5.550 |
| Omonia               | 5.550 |
| HJK Helsinki         | 5.550 |
| Maccabi Haifa        | 4.875 |
| Bodø/Glimt           | 4.200 |
| Mura                 | 3.000 |

## Formato
As equipes disputarão jogos de ida e volta contra as demais equipe do seus grupo. Os vencedores de cada grupo avançarão para as oitavas de final, enquanto os segundo colocados disputarão os play-offs da fase final junto com as equipes vindas da Liga Europa.

### Critérios de desempate
Se duas ou mais equipes terminarem iguais em pontos no final dos jogos do grupo, os seguintes critérios serão aplicados para determinar a classificação:
1. Maior número de pontos obtidos nos jogos entre as equipes em questão;
2. Saldo de gols maior nos jogos disputados entre as equipes em questão;
3. Maior número de gols marcados nos jogos disputados entre as equipes em questão;
4. Se mais de duas equipes estiverem empatadas, e todos os critérios de confronto direto acima tiverem sido aplicados, os critérios serão reaplicados entre todas as equipes empatadas;
5. Saldo de gols de todos os jogos disputados no grupo;
6. Maior número de gols marcados em todos os jogos disputados no grupo;
7. Maior número de gols marcados fora de casa nos jogos disputados no grupo;
8. Maior número de vitórias nos jogos disputados no grupo;
9. Maior número de vitórias fora de casa nos jogos disputados no grupo;
10. Pontos de disciplina (cartão vermelho direto = 3 pontos, expulsão por dois cartões amarelos em uma partida = 3 points, cartão amarelo = 1 ponto);
11. Coeficiente de clube da UEFA.

Devido à abolição da regra de gol fora de casa, esse critério não será mais usado a partir desta temporada. Entretanto, o número total de gols fora de casa ainda será utilizado como critério de desempate.

## Grupos
Os vencedores dos grupos avançam direto para as oitavas de final, enquanto os segundos classificados avançam para os play-offs da fase final.
Para as partidas até 30 de outubro de 2021 (rodadas 1–3) o fuso horário seguido é o UTC+2. Depois disso (rodadas 4–6) o fuso horário seguido é o UTC+1.
| Legenda                                    |
| Classificado às oitavas de final           |
| Classificado aos play-offs para fase final |
| Eliminado                                  |

### Grupo A
| Pos. | Equipe                  | Pts | J | V | E | D | GP | GC | SG  |
| ---- | ----------------------- | --- | - | - | - | - | -- | -- | --- |
| 1    | LASK                    | 16  | 6 | 5 | 1 | 0 | 12 | 1  | +11 |
| 2    | Maccabi Tel Aviv        | 11  | 6 | 3 | 2 | 1 | 14 | 4  | +10 |
| 3    | HJK                     | 6   | 6 | 2 | 0 | 4 | 5  | 15 | –10 |
| 4    | Alashkert Football Club | 1   | 6 | 0 | 1 | 5 | 4  | 15 | –11 |

|                         | LASK | MTA | Alashkert Football Club | HJK |
| ----------------------- | ---- | --- | ----------------------- | --- |
| LASK                    |      | 1–1 | 2–0                     | 3–0 |
| Maccabi Tel Aviv        | 0–1  |     | 4–1                     | 3–0 |
| Alashkert Football Club | 0–3  | 1–1 |                         | 2–4 |
| HJK                     | 0–2  | 0–5 | 1–0                     |     |

| 14 de setembro de 2021 | Maccabi Tel Aviv                                             | 4 – 1     | Alashkert  | Estádio Bloomfield, Tel Aviv            |
| 16:30                  | Perica 13' · Kanichowsky 32' · Biton 45+3' (pen) · Hozez 72' | Relatório | Embaló 17' | Público: 6 934 Árbitro: NOR Espen Eskås |

| 16 de setembro de 2021 | HJK | 0 – 2     | LASK                        | Telia 5G -areena, Helsinque                 |
| 21:00                  |     | Relatório | Marešić 17' · Monschein 89' | Público: 3 612 Árbitro: RUS Kirill Levnikov |

| 30 de setembro de 2021 | LASK        | 1 – 1     | Maccabi Tel Aviv | Wörthersee Stadion, Klagenfurt             |
| 18:45                  | Horvath 10' | Relatório | Shamir 88'       | Público: 1 000 Árbitro: UKR Mykola Balakin |

| 30 de setembro de 2021 | Alashkert                 | 2 – 4     | HJK                                                          | Estádio Republicano Vazgen Sargsyan, Yerevan |
| 18:45                  | Embaló 24' · Glišić 90+3' | Relatório | Ri. Riski 8' · Valenčič 57' · Ro. Riski 63' · Olusanya 90+4' | Público: 2 000 Árbitro: ROU Horatiu Fesnic   |

| 21 de outubro de 2021 | HJK | 0 – 5     | Maccabi Tel Aviv                                                           | Telia 5G -areena, Helsinque            |
| 16:30                 |     | Relatório | Kanichowsky 28', 60' · Perica 49' (pen) · Saborit 87' (pen) · Shamir 90+4' | Público: 4 883 Árbitro: CZE Pavel Orel |

| 21 de outubro de 2021 | Alashkert | 0 – 3     | LASK                                     | Estádio Republicano Vazgen Sargsyan, Yerevan |
| 18:45                 |           | Relatório | Hong 35' · Goiginger 68' · Michorl 90+2' | Público: 1 500 Árbitro: DEN Jens Maae        |

| 4 de novembro de 2021 | LASK              | 2 – 0     | Alashkert | Wörthersee Stadion, Klagenfurt              |
| 18:45                 | Nakamura 12', 87' | Relatório |           | Público: 400 Árbitro: SWE Mohammed Al-Hakim |

| 4 de novembro de 2021 | Maccabi Tel Aviv                            | 3 – 0     | HJK | Estádio Bloomfield, Tel Aviv               |
| 18:45                 | Kuwas 22' · Lingman 65' (g.c) · Hozez 90+3' | Relatório |     | Público: 8 029 Árbitro: SVN Rade Obrenovič |

| 25 de novembro de 2021 | HJK        | 1 – 0     | Alashkert | Telia 5G -areena, Helsinque                    |
| 18:45                  | Tanaka 48' | Relatório |           | Público: 4 424 Árbitro: BEL Bram Van Driessche |

| 25 de novembro de 2021 | Maccabi Tel Aviv | 0 – 1     | LASK        | Estádio Bloomfield, Tel Aviv                |
| 21:00                  |                  | Relatório | Horvath 89' | Público: 12 203 Árbitro: FRA Jérôme Brisard |

| 9 de dezembro de 2021 | Alashkert    | 1 – 1     | Maccabi Tel Aviv | Estádio Republicano Vazgen Sargsyan, Yerevan |
| 18:45                 | Boljević 78' | Relatório | Almog 90'        | Árbitro: HUN Gergo Bogár                     |

| 9 de dezembro de 2021 | LASK                                  | 3 – 0     | HJK | Wörthersee Stadion, Klagenfurt |
| 18:45                 | Balić 41' · Nakamura 63' · Gruber 81' | Relatório |     | Árbitro: CRO Igor Pajac        |

### Grupo B
| Pos. | Equipe               | Pts | J | V | E | D | GP | GC | SG |
| ---- | -------------------- | --- | - | - | - | - | -- | -- | -- |
| 1    | Gent                 | 13  | 6 | 4 | 1 | 1 | 6  | 2  | +4 |
| 2    | Partizan             | 8   | 6 | 2 | 2 | 2 | 6  | 4  | +2 |
| 3    | Anorthosis Famagusta | 6   | 6 | 1 | 3 | 2 | 6  | 9  | −3 |
| 4    | Flora                | 5   | 6 | 1 | 2 | 3 | 5  | 8  | −3 |

|                      | GNT | PAR | FLO | ANO |
| -------------------- | --- | --- | --- | --- |
| Gent                 |     | 1–1 | 1–0 | 2–0 |
| Partizan             | 0–1 |     | 2–0 | 1–1 |
| Flora                | 0–1 | 1–0 |     | 2–2 |
| Anorthosis Famagusta | 1–0 | 0–2 | 2–2 |     |

| 16 de setembro de 2021 | Flora | 0 – 1     | Gent        | A. Le Coq Arena, Tallinn                          |
| 18:45                  |       | Relatório | Lemajić 54' | Público: 2 666 Árbitro: MLT Trustin Farrugia Cann |

| 16 de setembro de 2021 | Anorthosis Famagusta | 0 – 2     | Partizan              | Estádio GSP, Nicósia                         |
| 21:00                  |                      | Relatório | Menig 42' · Gomes 68' | Público: 5 000 Árbitro: DEN Peter Kjærsgaard |

| 30 de setembro de 2021 | Gent                         | 2 – 0     | Anorthosis Famagusta | Ghelamco Arena, Gent                     |
| 18:45                  | Korrea 28' (g.c.) · Kums 81' | Relatório |                      | Público: 10 209 Árbitro: SVK Filip Glova |

| 30 de setembro de 2021 | Partizan          | 2 – 0     | Flora | Estádio Partizan, Belgrado                    |
| 18:45                  | Marković 20', 42' | Relatório |       | Público: 4 845 Árbitro: AUT Julian Weinberger |

| 21 de outubro de 2021 | Anorthosis Famagusta      | 2 – 2     | Flora             | Estádio GSP, Nicósia                   |
| 18:45                 | Deletić 25' · Popović 28' | Relatório | Sappinen 38', 80' | Público: 4 322 Árbitro: HUN István Vad |

| 21 de outubro de 2021 | Partizan | 0 – 1     | Gent     | Estádio Partizan, Belgrado               |
| 21:00                 |          | Relatório | Kums 59' | Público: 8 943 Árbitro: SCO Bobby Madden |

| 4 de novembro de 2021 | Flora                     | 2 – 2     | Anorthosis Famagusta        | A. Le Coq Arena, Tallinn                    |
| 16:30                 | Sappinen 55' · Zenjov 58' | Relatório | Christofi 29' · Popović 33' | Público: 2 023 Árbitro: FRO Kári Á Høvdanum |

| 4 de novembro de 2021 | Gent           | 1 – 1     | Partizan     | Ghelamco Arena, Gent                        |
| 18:45                 | Tissoudali 80' | Relatório | Urošević 66' | Público: 10 595 Árbitro: ENG Chris Kavanagh |

| 25 de novembro de 2021 | Flora      | 1 – 0     | Partizan | A. Le Coq Arena, Tallinn               |
| 16:30                  | Miller 44' | Relatório |          | Público: 1 503 Árbitro: IRL Rob Harvey |

| 25 de novembro de 2021 | Anorthosis Famagusta   | 1 – 0     | Gent | Estádio GSP, Nicósia                     |
| 21:00                  | Christodoulopoulos 27' | Relatório |      | Público: 2 573 Árbitro: SUI Urs Schnyder |

| 9 de dezembro de 2021 | Partizan        | 1 – 1     | Anorthosis Famagusta         | Estádio Partizan, Belgrado     |
| 18:45                 | Milovanović 20' | Relatório | Christodoulopoulos 33' (pen) | Árbitro: GEO Giorgi Kruashvili |

| 9 de dezembro de 2021 | Gent      | 1 – 0     | Flora | Ghelamco Arena, Gent        |
| 18:45                 | Bruno 51' | Relatório |       | Árbitro: SWE Kaspar Sjöberg |

### Grupo C
| Pos. | Equipe        | Pts | J | V | E | D | GP | GC | SG  |
| ---- | ------------- | --- | - | - | - | - | -- | -- | --- |
| 1    | Roma          | 13  | 6 | 4 | 1 | 1 | 18 | 11 | +7  |
| 2    | Bodø/Glimt    | 12  | 6 | 3 | 3 | 0 | 14 | 5  | +9  |
| 3    | Zorya Luhansk | 7   | 6 | 2 | 1 | 3 | 5  | 11 | −6  |
| 4    | CSKA Sófia    | 1   | 6 | 0 | 1 | 5 | 3  | 13 | −10 |

|                | ROM | ZOR | CSO | BOD |
| -------------- | --- | --- | --- | --- |
| Roma           |     | 4–0 | 5–1 | 2–2 |
| Zorya Luhansk  | 0–3 |     | 2–0 | 1–1 |
| PFK CSKA Sofia | 2–3 | 0–1 |     | 0–0 |
| FK Bodø/Glimt  | 6–1 | 3–1 | 2–0 |     |

| 16 de setembro de 2021 | Roma                                                              | 5 – 1     | CSKA Sófia | Estádio Olímpico, Roma                    |
| 21:00                  | Pellegrini 25', 62' · El Shaarawy 38' · Mancini 82' · Abraham 84' | Relatório | Carey 10'  | Público: 29 876 Árbitro: SWE Glenn Nyberg |

| 16 de setembro de 2021 | Bodø/Glimt                                   | 3 – 1     | Zorya Luhansk | Aspmyra Stadion, Bodø                     |
| 21:00                  | Saltnes 48' · Solbakken 49' · Pellegrino 60' | Relatório | Hromov 90+1'  | Público: 2 703 Árbitro: NED Dennis Higler |

| 30 de setembro de 2021 | Zorya Luhansk | 0 – 3     | Roma                                        | Slavutych Arena, Zaporíjia               |
| 18:45                  |               | Relatório | El Shaarawy 7' · Smalling 66' · Abraham 68' | Público: 7 622 Árbitro: POR Luis Godinho |

| 30 de setembro de 2021 | CSKA Sófia | 0 – 0     | Bodø/Glimt | Estádio Nacional Vasil Levski, Sófia              |
| 18:45                  |            | Relatório |            | Público: 7 291 Árbitro: LVA Aleksandrs Anufrijevs |

| 21 de outubro de 2021 | Bodø/Glimt                                                       | 6 – 1     | Roma      | Aspmyra Stadion, Bodø                     |
| 18:45                 | Botheim 8', 52' · Berg 20' · Solbakken 71', 80' · Pellegrino 78' | Relatório | Pérez 28' | Público: 5 652 Árbitro: TUR Ali Palabıyık |

| 21 de outubro de 2021 | CSKA Sófia | 0 – 1     | Zorya Luhansk    | Estádio Nacional Vasil Levski, Sófia               |
| 21:00                 |            | Relatório | Sayyadmanesh 65' | Público: 3 158 Árbitro: AUT Manuel Schüettengruber |

| 4 de novembro de 2021 | Zorya Luhansk                   | 2 – 0     | CSKA Sófia | Slavutych Arena, Zaporíjia                 |
| 18:45                 | Zahedi 87' · Sayyadmanesh 90+5' | Relatório |            | Público: 1 122 Árbitro: FIN Petri Viljanen |

| 4 de novembro de 2021 | Roma                         | 2 – 2     | Bodø/Glimt                    | Estádio Olímpico, Roma                             |
| 21:00                 | El Shaarawy 54' · Ibañez 84' | Relatório | Solbakken 45+1' · Botheim 65' | Público: 41 031 Árbitro: GRE Anastasios Papapetrou |

| 25 de novembro de 2021 | Bodø/Glimt                     | 2 – 0     | CSKA Sófia | Aspmyra Stadion, Bodø                  |
| 21:00                  | Brunstad Fet 25' · Botheim 85' | Relatório |            | Público: 5 339 Árbitro: ISR Yigal Frid |

| 25 de novembro de 2021 | Roma                                       | 4 – 0     | Zorya Luhansk | Estádio Olímpico, Roma                     |
| 21:00                  | Pérez 15' · Zaniolo 33' · Abraham 46', 75' | Relatório |               | Público: 24 000 Árbitro: ROU István Kovács |

| 9 de dezembro de 2021 | Zorya Luhansk | 1 – 1     | Bodø/Glimt          | Slavutych Arena, Zaporíjia     |
| 18:45                 | Nazaryna 18'  | Relatório | Vernydub 68' (g.c.) | Árbitro: POL Krzysztof Jakubik |

| 9 de dezembro de 2021 | CSKA Sófia                      | 2 – 3     | Roma                           | Estádio Nacional Vasil Levski, Sófia |
| 18:45                 | Čataković 75' · Wildschut 90+3' | Relatório | Abraham 15', 53' · Mayoral 34' | Árbitro: SCO Nicholas Walsh          |

### Grupo D
| Pos. | Equipe     | Pts | J | V | E | D | GP | GC | SG |
| ---- | ---------- | --- | - | - | - | - | -- | -- | -- |
| 1    | AZ Alkmaar | 14  | 6 | 4 | 2 | 0 | 8  | 3  | +5 |
| 2    | Randers    | 7   | 6 | 1 | 4 | 1 | 9  | 9  | 0  |
| 3    | Jablonec   | 6   | 6 | 1 | 3 | 2 | 6  | 8  | −2 |
| 4    | Cluj       | 4   | 6 | 1 | 1 | 4 | 5  | 7  | −2 |

|            | AZ  | CLU | JAB | RAN |
| ---------- | --- | --- | --- | --- |
| AZ Alkmaar |     | 2–0 | 1–0 | 1–0 |
| Cluj       | 0–1 |     | 2–0 | 1–1 |
| Jablonec   | 1–1 | 1–0 |     | 2–2 |
| Randers    | 2–2 | 2–1 | 2–2 |     |

| 16 de setembro de 2021 | Jablonec        | 1 – 0     | Cluj | Stadion Střelnice, Jablonec nad Nisou   |
| 21:00                  | Pilař 52' (pen) | Relatório |      | Público: 2 470 Árbitro: ALB Enea Jorgji |

| 16 de setembro de 2021 | Randers                    | 2 – 2     | AZ Alkmaar                | Randers Stadium, Randers                 |
| 21:00                  | Piesinger 27' · Jensen 68' | Relatório | Clasie 24' · Pavlidis 34' | Público: 3 365 Árbitro: CRO Duje Strukan |

| 30 de setembro de 2021 | AZ Alkmaar      | 1 – 0     | Jablonec | AFAS Stadion, Alkmaar                      |
| 18:45                  | Guðmundsson 53' | Relatório |          | Público: 9 071 Árbitro: SVN Rade Obrenovič |

| 30 de setembro de 2021 | Cluj        | 1 – 1     | Randers    | Stadionul Dr. Constantin Rădulescu, Cluj-Napoca |
| 18:45                  | Petrila 68' | Relatório | Kamara 41' | Público: 3 825 Árbitro: ITA Davide Massa        |

| 21 de outubro de 2021 | Jablonec          | 2 – 2     | Randers             | Stadion Střelnice, Jablonec nad Nisou      |
| 21:00                 | Čvančara 35', 53' | Relatório | Odey 36', 90' (pen) | Público: 3 678 Árbitro: AZE Aliyar Aghayev |

| 21 de outubro de 2021 | Cluj | 0 – 1     | AZ Alkmaar   | Stadionul Dr. Constantin Rădulescu, Cluj-Napoca |
| 21:00                 |      | Relatório | Karlsson 18' | Público: 3 628 Árbitro: TUR Halis Özkahya       |

| 4 de novembro de 2021 | AZ Alkmaar                    | 2 – 0     | Cluj | AFAS Stadion, Alkmaar                      |
| 18:45                 | Guðmundsson 5' · Pavlidis 86' | Relatório |      | Público: 10 554 Árbitro: LUX Alain Durieux |

| 4 de novembro de 2021 | Randers                                     | 2 – 2     | Jablonec                      | Randers Stadium, Randers                  |
| 18:45                 | Hammershøy-Mistrati 46' · Kubista 53' (g.c) | Relatório | Čvančara 73' · Kratochvíl 83' | Público: 4 071 Árbitro: ISR Orel Grinfeld |

| 25 de novembro de 2021 | Jablonec      | 1 – 1     | AZ Alkmaar | Stadion Střelnice, Jablonec nad Nisou             |
| 21:00                  | Kratochvíl 7' | Relatório | Evjen 44'  | Público: 2 650 Árbitro: AUT Manuel Schüttengruber |

| 25 de novembro de 2021 | Randers                    | 2 – 1     | Cluj     | Randers Stadium, Randers                     |
| 21:00                  | Kamara 68' · Piesinger 76' | Relatório | Deac 72' | Público: 4 309 Árbitro: SCO Donald Robertson |

| 9 de dezembro de 2021 | AZ Alkmaar  | 1 – 0     | Randers | AFAS Stadion, Alkmaar              |
| 18:45                 | Oosting 87' | Relatório |         | Árbitro: MLT Trustin Farrugia Cann |

| 9 de dezembro de 2021 | Cluj              | 2 – 0     | Jablonec | Stadionul Dr. Constantin Rădulescu, Cluj-Napoca |
| 18:45                 | Debeljuh 45', 82' | Relatório |          | Árbitro: GER Harm Osmers                        |

### Grupo E
| Pos. | Equipe        | Pts | J | V | E | D | GP | GC | SG |
| ---- | ------------- | --- | - | - | - | - | -- | -- | -- |
| 1    | Feyenoord     | 14  | 6 | 4 | 2 | 0 | 11 | 6  | +5 |
| 2    | Slavia Praha  | 8   | 6 | 2 | 2 | 2 | 8  | 7  | +1 |
| 3    | Union Berlin  | 7   | 6 | 2 | 1 | 3 | 8  | 9  | −1 |
| 4    | Maccabi Haifa | 4   | 6 | 1 | 1 | 4 | 2  | 7  | −5 |

|               | SLA | FEY | UBE | MHA |
| ------------- | --- | --- | --- | --- |
| Slavia Praha  |     | 2–2 | 3–1 | 1–0 |
| Feyenoord     | 2–1 |     | 3–1 | 2–1 |
| Union Berlin  | 1–1 | 1–2 |     | 3–0 |
| Maccabi Haifa | 1–0 | 0–0 | 0–1 |     |

| 14 de setembro de 2021 | Maccabi Haifa | 0 – 0     | Feyenoord | Estádio Sammy Ofer, Haifa                  |
| 16:30                  |               | Relatório |           | Público: 15 850 Árbitro: ITA Fabio Maresca |

| 16 de setembro de 2021 | Slavia Praha                       | 3 – 1     | Union Berlin | Estádio Sinobo, Praga                        |
| 18:45                  | Bah 18' · Kuchta 84' · Schranz 88' | Relatório | Behrens 70'  | Público: 15 286 Árbitro: POR Fabio Veríssimo |

| 30 de setembro de 2021 | Feyenoord               | 2 – 1     | Slavia Praha | Estádio De Kuip, Roterdã                   |
| 21:00                  | Kökçü 14' · Linssen 24' | Relatório | Holeš 63'    | Público: 38 505 Árbitro: ROU Radu Petrescu |

| 30 de setembro de 2021 | Union Berlin                               | 3 – 0     | Maccabi Haifa | Estádio Olímpico de Berlim, Berlim          |
| 21:00                  | Voglsammer 33' · Behrens 48' · Awoniyi 76' | Relatório |               | Público: 23 342 Árbitro: SCO Nicholas Walsh |

| 21 de outubro de 2021 | Maccabi Haifa | 1 – 0     | Slavia Praha | Estádio Sammy Ofer, Haifa                |
| 18:45                 | Donyoh 24'    | Relatório |              | Público: 10 000 Árbitro: HUN Ádám Farkas |

| 21 de outubro de 2021 | Feyenoord                                      | 3 – 1     | Union Berlin | Estádio De Kuip, Roterdã                       |
| 18:45                 | Jahanbakhsh 11' · Linssen 29' · Sinisterra 76' | Relatório | Awoniyi 35'  | Público: 36 100 Árbitro: GEO Giorgi Kruashvili |

| 4 de novembro de 2021 | Slavia Praha | 1 – 0     | Maccabi Haifa | Estádio Sinobo, Praga                       |
| 21:00                 | Kuchta 49'   | Relatório |               | Público: 13 646 Árbitro: NOR Kai Erik Steen |

| 4 de novembro de 2021 | Union Berlin | 1 – 2     | Feyenoord                    | Estádio Olímpico de Berlim, Berlim            |
| 21:00                 | Trimmel 41'  | Relatório | Sinisterra 15' · Dessers 72' | Público: 30 000 Árbitro: POL Daniel Stefanski |

| 25 de novembro de 2021 | Maccabi Haifa | 0 – 1     | Union Berlin | Estádio Sammy Ofer, Haifa                  |
| 18:45                  |               | Relatório | Ryerson 66'  | Público: 22 150 Árbitro: SVK Michal Ocenáš |

| 25 de novembro de 2021 | Slavia Praha              | 2 – 2     | Feyenoord          | Estádio Sinobo, Praga                           |
| 18:45                  | Olayinka 12' · Kuchta 66' | Relatório | Dessers 31', 90+3' | Público: 14 562 Árbitro: FIN Mattias Gestranius |

| 9 de dezembro de 2021 | Feyenoord                | 2 – 1     | Maccabi Haifa | Estádio De Kuip, Roterdã    |
| 21:00                 | Dessers 38' · Nelson 65' | Relatório | David 90+1'   | Árbitro: UKR Mykola Balakin |

| 9 de dezembro de 2021 | Union Berlin | 1 – 1     | Slavia Praha | Estádio Olímpico de Berlim, Berlim |
| 21:00                 | Kruse 64'    | Relatório | Schranz 50'  | Árbitro: SVN Rade Obrenovič        |

### Grupo F
| Pos. | Equipe            | Pts | J | V | E | D | GP | GC | SG  |
| ---- | ----------------- | --- | - | - | - | - | -- | -- | --- |
| 1    | København         | 15  | 6 | 5 | 0 | 1 | 15 | 5  | +10 |
| 2    | PAOK              | 11  | 6 | 3 | 2 | 1 | 8  | 4  | +4  |
| 3    | Slovan Bratislava | 8   | 6 | 2 | 2 | 2 | 8  | 7  | +1  |
| 4    | Lincoln Red Imps  | 0   | 6 | 0 | 0 | 6 | 2  | 17 | −15 |

|                   | KØB | PAK | SLO | LIN |
| ----------------- | --- | --- | --- | --- |
| København         |     | 1–2 | 2–0 | 3–1 |
| PAOK              | 1–2 |     | 1–1 | 2–0 |
| Slovan Bratislava | 1–3 | 0–0 |     | 2–0 |
| Lincoln Red Imps  | 0–4 | 0–2 | 1–4 |     |

| 16 de setembro de 2021 | Slovan Bratislava | 1 – 3     | København                       | Tehelné pole, Bratislava                   |
| 18:45                  | Henty 21'         | Relatório | Wind 18', 68' (pen) · Stage 41' | Público: 9 833 Árbitro: ITA Michael Fabbri |

| 16 de setembro de 2021 | Lincoln Red Imps | 0 – 2     | PAOK                      | Victoria Stadium, Gibraltar          |
| 18:45                  |                  | Relatório | Akpom 45+2' · Mitriță 56' | Público: 668 Árbitro: IRL Rob Harvey |

| 30 de setembro de 2021 | København                                             | 3 – 1     | Lincoln Red Imps | Estádio Parken, Copenhague                   |
| 21:00                  | R. Chipolina 4' (g.c.) · Wind 45+1' (pen) · Stage 52' | Relatório | Rosa 33'         | Público: 13 418 Árbitro: UKR Kateryna Monzul |

| 30 de setembro de 2021 | PAOK     | 1 – 1     | Slovan Bratislava | Estádio Toumba, Salonica                  |
| 21:00                  | Akpom 9' | Relatório | Green 15'         | Público: 7 537 Árbitro: POR João Pinheiro |

| 21 de outubro de 2021 | København | 1 – 2     | PAOK                       | Estádio Parken, Copenhague                   |
| 18:45                 | Biel 80'  | Relatório | Sidcley 19' · Živković 38' | Público: 19 552 Árbitro: BEL Erik Lambrechts |

| 21 de outubro de 2021 | Slovan Bratislava     | 2 – 0     | Lincoln Red Imps | Tehelné pole, Bratislava                            |
| 21:00                 | Green 46' · Henty 84' | Relatório |                  | Público: 6 108 Árbitro: ISL Vilhjalmur Thórarinsson |

| 4 de novembro de 2021 | Lincoln Red Imps   | 1 – 4     | Slovan Bratislava                      | Victoria Stadium, Gibraltar                   |
| 18:45                 | R. Chipolina 45+3' | Relatório | Green 17', 25' · Čavrić 67' · Mráz 71' | Público: 553 Árbitro: SWE Kristoffer Karlsson |

| 4 de novembro de 2021 | PAOK        | 1 – 2     | København               | Estádio Toumba, Salonica                      |
| 21:45                 | Živković 8' | Relatório | Ankersen 34' · Biel 50' | Público: 11 166 Árbitro: POL Paweł Raczkowski |

| 25 de novembro de 2021 | Slovan Bratislava | 0 – 0     | PAOK | Tehelné pole, Bratislava                |
| 18:45                  |                   | Relatório |      | Público: 200 Árbitro: NED Dennis Higler |

| 25 de novembro de 2021 | Lincoln Red Imps | 0 – 4     | København                                              | Victoria Stadium, Gibraltar                       |
| 18:45                  |                  | Relatório | Jóhannesson 5' · Lerager 7' · Bøving 63' · Højlund 73' | Público: 1 008 Árbitro: ISL Helgi Mikael Jónasson |

| 9 de dezembro de 2021 | PAOK                         | 2 – 0     | Lincoln Red Imps | Estádio Toumba, Salonica |
| 21:00                 | A. Živković 17' · Schwab 55' | Relatório |                  | Árbitro: NOR Rohit Saggi |

| 9 de dezembro de 2021 | København              | 2 – 0     | Slovan Bratislava | Estádio Parken, Copenhague |
| 21:00                 | Wind 30' · Højlund 53' | Relatório |                   | Árbitro: HUN István Vad    |

### Grupo G
| Pos. | Equipe    | Pts | J | V | E | D | GP | GC | SG |
| ---- | --------- | --- | - | - | - | - | -- | -- | -- |
| 1    | Rennes    | 14  | 6 | 4 | 2 | 0 | 13 | 7  | +6 |
| 2    | Vitesse   | 10  | 6 | 3 | 1 | 2 | 12 | 9  | +3 |
| 3    | Tottenham | 7   | 6 | 2 | 1 | 3 | 11 | 11 | 0  |
| 4    | Mura      | 3   | 6 | 1 | 0 | 5 | 5  | 14 | −9 |

|           | TOT | REN | VIT | MUR |
| --------- | --- | --- | --- | --- |
| Tottenham |     | 0–3 | 3–2 | 5–1 |
| Rennes    | 2–2 |     | 3–3 | 1–0 |
| Vitesse   | 1–0 | 1–2 |     | 3–1 |
| Mura      | 2–1 | 1–2 | 0–2 |     |

| 16 de setembro de 2021 | Rennes                 | 2 – 2     | Tottenham                     | Roazhon Park, Rennes                       |
| 18:45                  | Tait 23' · Laborde 72' | Relatório | Badé 11' (g.c) · Højbjerg 76' | Público: 22 000 Árbitro: TUR Halis Özkahya |

| 16 de setembro de 2021 | Mura | 0 – 2     | Vitesse                     | Stadion Ljudski vrt, Maribor                  |
| 18:45                  |      | Relatório | Tronstad 30' · Darfalou 69' | Público: 3 300 Árbitro: SWE Mohammed Al-Hakim |

| 30 de setembro de 2021 | Tottenham                                        | 5 – 1     | Mura     | Tottenham Hotspur Stadium, Londres      |
| 21:00                  | Alli 4' (pen) · Lo Celso 8' · Kane 68', 76', 87' | Relatório | Kous 53' | Público: 25 121 Árbitro: ISR Yigal Frid |

| 30 de setembro de 2021 | Vitesse    | 1 – 2     | Rennes                            | GelreDome, Arnhem                         |
| 21:00                  | Wittek 30' | Relatório | Guirassy 54' (pen) · Sulemana 70' | Público: 14 571 Árbitro: SCO Kevin Clancy |

| 21 de outubro de 2021 | Mura       | 1 – 2     | Rennes                           | Stadion Ljudski vrt, Maribor              |
| 18:45                 | Lotrič 20' | Relatório | Guirassy 17' (pen) · Laborde 41' | Público: 3 500 Árbitro: BUL Volen Chinkov |

| 21 de outubro de 2021 | Vitesse    | 1 – 0     | Tottenham | GelreDome, Arnhem                        |
| 18:45                 | Wittek 78' | Relatório |           | Público: 23 931 Árbitro: GER Harm Osmers |

| 4 de novembro de 2021 | Rennes   | 1 – 0     | Mura | Roazhon Park, Rennes                       |
| 21:00                 | Badé 76' | Relatório |      | Público: 23 115 Árbitro: EST Juri Frischer |

| 4 de novembro de 2021 | Tottenham                                           | 3 – 2     | Vitesse                  | Tottenham Hotspur Stadium, Londres          |
| 21:00                 | Son Heung-min 15' · Lucas 22' · Rasmussen 28' (g.c) | Relatório | Rasmussen 32' · Bero 39' | Público: 36 312 Árbitro: ITA Marco Di Bello |

| 25 de novembro de 2021 | Rennes               | 3 – 3     | Vitesse                                | Roazhon Park, Rennes                     |
| 18:45                  | Laborde 9', 39', 69' | Relatório | Huisman 43' · Buitink 75' · Openda 90' | Público: 23 081 Árbitro: NOR Espen Eskås |

| 25 de novembro de 2021 | Mura                      | 2 – 1     | Tottenham | Stadion Ljudski vrt, Maribor                               |
| 18:45                  | Horvat 11' · Maroša 90+4' | Relatório | Kane 72'  | Público: 6 100 Árbitro: POR António Emanuel Carvalho Nobre |

| 9 de dezembro de 2021 | Vitesse                               | 3 – 1     | Mura       | GelreDome, Arnhem        |
| 21:00                 | Buitink 4' · Openda 35' · Huisman 40' | Relatório | Maroša 82' | Árbitro: SVK Filip Glova |

| 9 de dezembro de 2021 | Tottenham | 0 – 3 (W.O) | Rennes | Tottenham Hotspur Stadium, Londres |
| 21:00                 |           | Relatório   |        | Árbitro: ROU Horatiu Fesnic        |

### Grupo H
| Pos. | Equipe  | Pts | J | V | E | D | GP | GC | SG |
| ---- | ------- | --- | - | - | - | - | -- | -- | -- |
| 1    | Basel   | 14  | 6 | 4 | 2 | 0 | 14 | 6  | +8 |
| 2    | Qarabağ | 11  | 6 | 3 | 2 | 1 | 10 | 8  | +2 |
| 3    | Omonia  | 4   | 6 | 0 | 4 | 2 | 5  | 10 | −5 |
| 4    | Kairat  | 2   | 6 | 0 | 2 | 4 | 6  | 11 | −5 |

|         | BAS | QAR | KAI | OMO |
| ------- | --- | --- | --- | --- |
| Basel   |     | 3–0 | 4–2 | 3–1 |
| Qarabağ | 0–0 |     | 2–1 | 2–2 |
| Kairat  | 2–3 | 1–2 |     | 0–0 |
| Omonia  | 1–1 | 1–4 | 0–0 |     |

| 16 de setembro de 2021 | Kairat | 0 – 0     | Omonia | Estádio Central, Almaty                  |
| 16:30                  |        | Relatório |        | Público: 7 038 Árbitro: UKR Serhiy Boiko |

| 16 de setembro de 2021 | Qarabağ | 0 – 0     | Basel | Estádio Olímpico, Baku                       |
| 18:45                  |         | Relatório |       | Público: 17 586 Árbitro: BEL Erik Lambrechts |

| 30 de setembro de 2021 | Basel                                  | 4 – 2     | Kairat                              | St. Jakob-Park, Basel                      |
| 21:00                  | Arthur 15' · Lang 21', 40' · Ndoye 49' | Relatório | Kanté 65' · Ricardo Alves 69' (pen) | Público: 8 712 Árbitro: ENG Stuart Attwell |

| 30 de setembro de 2021 | Omonia      | 1 – 4     | Qarabağ                                        | Estádio GSP, Nicósia                     |
| 21:00                  | Lecjaks 40' | Relatório | Kady 52', 90+4' · Sheydayev 73' · Medvedev 79' | Público: 8 345 Árbitro: SCO Bobby Madden |

| 21 de outubro de 2021 | Qarabağ                        | 2 – 1     | Kairat          | Estádio Tofiq Bahramov, Baku                     |
| 18:45                 | Sheydayev 79' · Huseynov 90+1' | Relatório | Kanté 19' (pen) | Público: 17 252 Árbitro: UKR Yevhenii Aranovskiy |

| 21 de outubro de 2021 | Basel                                        | 3 – 1     | Omonia          | St. Jakob-Park, Basileia                        |
| 21:00                 | Millar 19' · Cabral 41' (pen) · Zhegrova 88' | Relatório | Gómez 27' (pen) | Público: 10 056 Árbitro: FRA Stéphanie Frappart |

| 4 de novembro de 2021 | Kairat    | 1 – 2     | Qarabağ                | Estádio Central, Almaty                     |
| 16:30                 | Kanté 68' | Relatório | Wadji 58' · Zoubir 72' | Público: 2 638 Árbitro: MDA Dumitri Muntean |

| 4 de novembro de 2021 | Omonia        | 1 – 1     | Basel      | Estádio GSP, Nicósia                       |
| 18:45                 | Kakoullis 17' | Relatório | Millar 57' | Público: 4 597 Árbitro: RUS Vitali Meshkov |

| 25 de novembro de 2021 | Kairat                             | 2 – 3     | Basel                                        | Estádio Central, Almaty                         |
| 16:30                  | Vágner Love 23' · Hovhannisyan 56' | Relatório | Arthur 45' (pen) · Zhegrova 69' · Kasami 73' | Público: 4 159 Árbitro: GEO Goga Kikacheishvili |

| 25 de novembro de 2021 | Qarabağ                          | 2 – 2     | Omonia                      | Estádio Tofiq Bahramov, Baku              |
| 18:45                  | Psaltis 49' (g.c.) · Andrade 88' | Relatório | Ďuriš 43' (pen) · Gómez 90' | Público: 17 231 Árbitro: DEN Morten Krogh |

| 9 de dezembro de 2021 | Basel                        | 3 – 0     | Qarabağ | St. Jakob-Park, Basileia |
| 21:00                 | Arthur 33', 74' · Kasami 62' | Relatório |         | Árbitro: CRO Fran Jović  |

| 9 de dezembro de 2021 | Omonia | 0 – 0     | Kairat | Estádio GSP, Nicósia   |
| 21:00                 |        | Relatório |        | Árbitro: KOS Genc Nuza |